# Stendhal

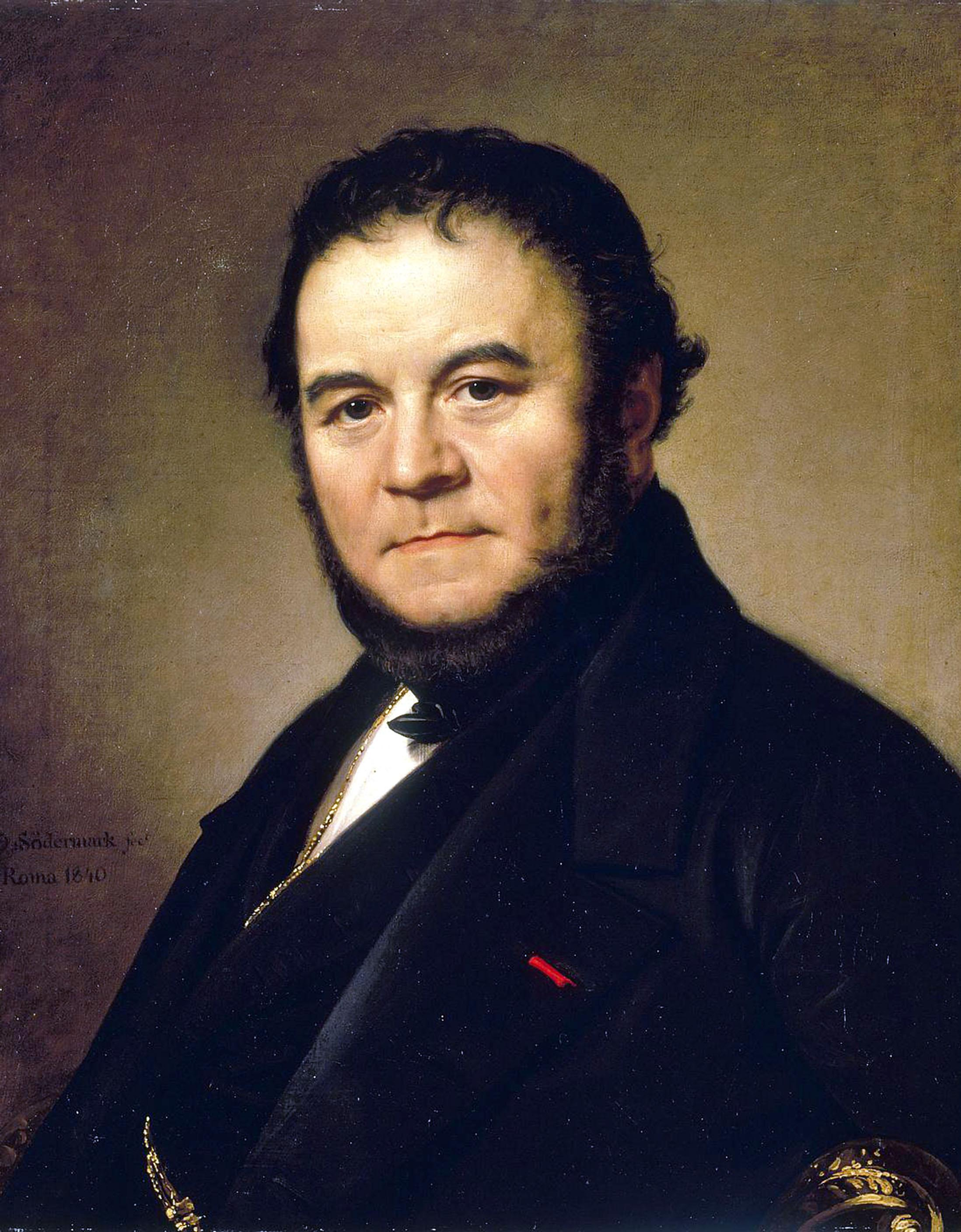
Stendhal im Jahr 1840,
Porträt von Olof Johan Södermark

Marie-Henri Beyle, besser bekannt unter seinem Pseudonym Stendhal (Aussprache [ˌstɛ̃ˈdal]; * 23. Januar 1783 in Grenoble; † 23. März 1842 in Paris), war ein französischer Schriftsteller, Militär und Politiker. Zu seiner Zeit eher als Journalist, Kritiker und Essayist bekannt, gilt er heute aufgrund der analytischen Charakterbilder seiner Romane als einer der frühesten Vertreter des literarischen Realismus.

## Herkunft des Pseudonyms
Beyles Pseudonym Stendhal leitet sich nach einer weitverbreiteten Auffassung von der Stadt Stendal her, die in der Altmark im heutigen Bundesland Sachsen-Anhalt liegt. Er wohnte von 1807 bis 1808 in Braunschweig, rund 100 km südwestlich von Stendal. Beide Städte gehörten damals zum napoleonischen Satellitenstaat Königreich Westphalen, in dessen Verwaltung Beyle arbeitete. Ob er Stendal je besucht hat, ist nicht dokumentiert, während andere Orte der Region wie Wolfenbüttel, Halberstadt oder der Brocken in seinen Reisenotizen erwähnt werden. Zudem nahm er den Namen erst 1817, zehn Jahre nach seinem Deutschlandaufenthalt, an. Als Motivation des französischen Literaten für seine Wahl wird entgegen früherer Auffassung nicht die Verehrung für den Kunsthistoriker und Archäologen Johann Joachim Winckelmann angesehen, dessen Heimatstadt Stendal war, den er aber für einen klassizistischen Pedanten hielt.
Umstritten ist, wie er selbst diesen Namen aussprach, ob (wie heute die meisten gebildeten Franzosen) mit e-Nasal (als sei die Schreibung Stindal oder Steindal) oder mit a-Nasal (wie Standal), was einige Experten für plausibler halten.

## Leben und Schaffen

### Jugend

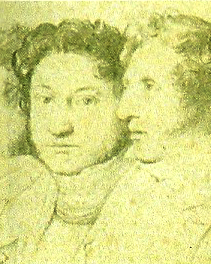
Stendhal (links) während seiner Zeit an der École centrale

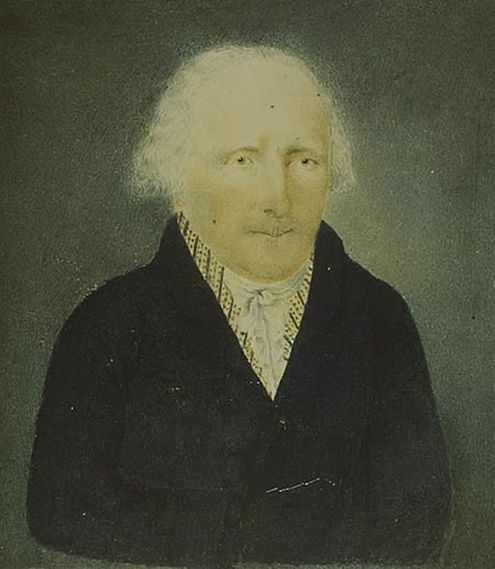
Anonymes Porträt des Vaters (um 1800)

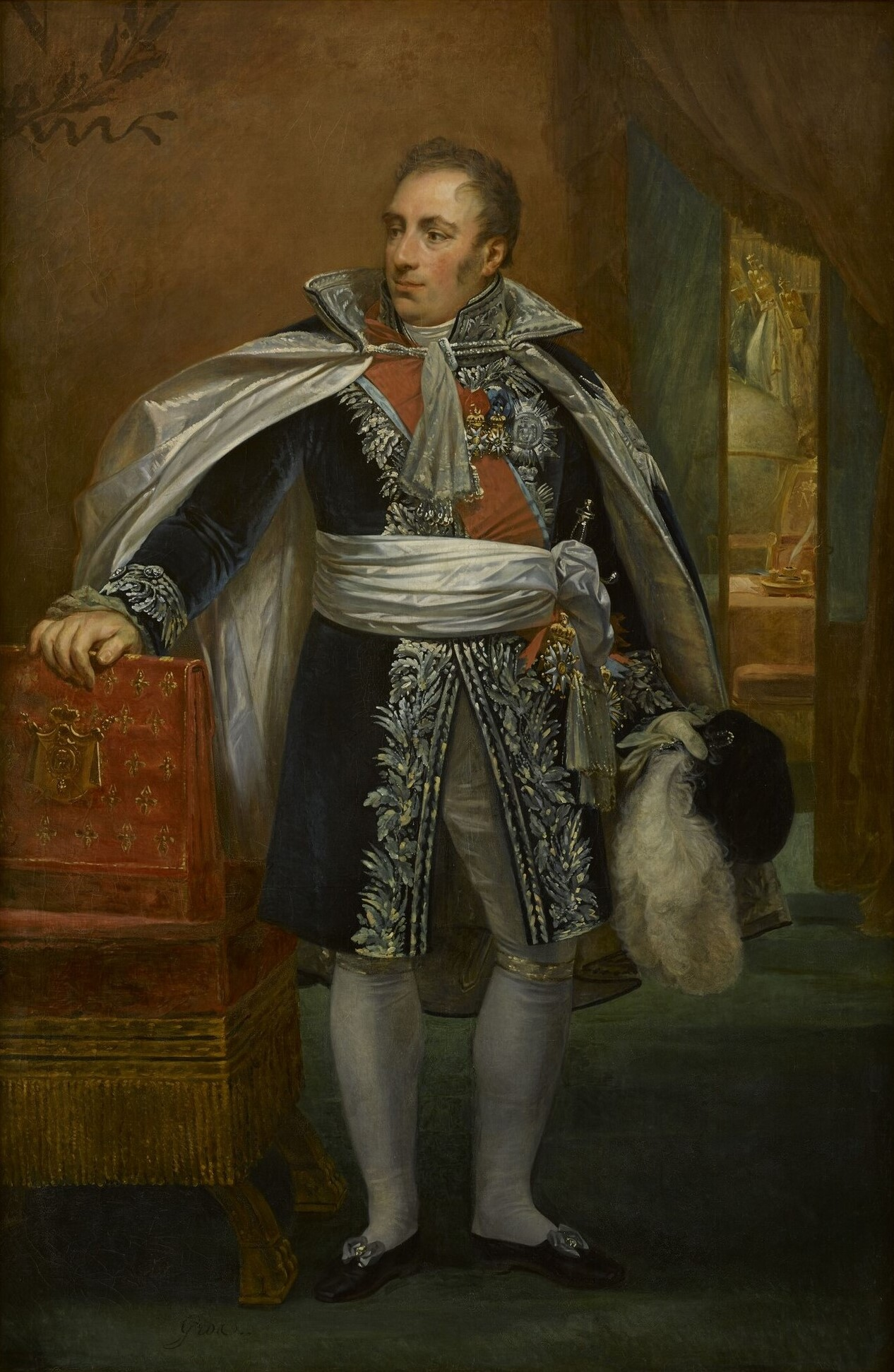
Pierre Daru, Minister unter Napoleon

Stendhal war das älteste von drei Kindern von Chérubin Beyle, einem bürgerlichen, aber Adelsambitionen hegenden Anwalt am Obersten Gerichtshof (Parlement) der Provinz Dauphiné. Mit sechs verlor er seine Mutter bei der Geburt der jüngsten Schwester. Auch aufgrund des resultierenden Traumas verargte er es seinem Vater zutiefst, als dieser sich mit der Schwester der Mutter liierte und den Sohn der „Tyrannei“ eines ungeliebten Hauslehrers, eines ehemaligen Geistlichen, aussetzte. Allerdings wurde der Knabe in dieser Zeit zugleich sehr von seinem Großvater mütterlicherseits gefördert, dem schöngeistig interessierten Arzt und Voltaire-Verehrer Gagnon, sowie dessen unverheiratet gebliebener Schwester. Während der Zeit der Schreckensherrschaft (la Terreur) der Jahre 1793 und 1794 sympathisierte er aus Trotz gegen seinen royalistisch eingestellten Vater mit den revolutionären Jakobinern und freute sich geradezu, als jener verhaftet wurde und Gefahr lief, guillotiniert zu werden.
Von 1796 bis 1799 besuchte er die nach einer Schulreform neu eingerichtete Grenobler École centrale – an der er in Mathematik brillierte – und ging dann aus der ihm verhassten engen Provinzstadt nach Paris, um an der neuen École polytechnique zu studieren. Er meldete sich aber nicht zur Aufnahmeprüfung (concours), sondern fing an, Theaterstücke und anderes zu schreiben. Bald danach erkrankte er in seinem kargen und kalten möblierten Zimmer und wurde daraufhin von entfernten Cousins, den etwas älteren Brüdern Daru, in ihr Haus aufgenommen.

### Militärzeit
Die Darus gehörten zur näheren Umgebung Napoleon Bonapartes und partizipierten an dessen fulminantem Aufstieg zum Herrscher von ganz Mitteleuropa. Als ihr Verwandter und Protégé profitierte auch Stendhal von dieser Nähe. Er nahm zunächst als blutjunger Leutnant 1799–1800 im 6. Dragonerregiment an Napoleons siegreichem Italienfeldzug teil. Dabei lernte er als Adjutant eines Generals das Land, insbesondere die Stadt Mailand, von der besten Seite kennen und entwickelte sich zum Liebhaber italienischer Kunst, Musik und Lebensart. Allerdings infizierte er sich zugleich in einem Bordell mit Syphilis, deren akutes Stadium ihn 1802 zum Quittieren des Militärdienstes zwang.
Vorübergehend halbwegs gesundet, verbrachte er einige Jahre mit befruchtender Lektüre sowie allerlei fruchtlosen literarischen, geschäftlichen und amourösen Experimenten in Grenoble, Marseille und Paris. 1806, inzwischen war wieder Krieg, schloss er sich erneut den Darus an und avancierte zum Kaiserlichen Kriegskommissar und anschließend zum Verwalter der kaiserlichen Domänen im Département Oker des 1807 gegründeten Königreichs Westphalen, eines kurzlebigen französischen Satellitenstaats, der von Napoleons jüngerem Bruder Jérôme Bonaparte regiert wurde. In seinen Zeugnissen aus und über Braunschweig (1806–1808), das Briefe, Tagebücher und Reisebeschreibungen enthält, lieferte er eine amüsante Beschreibung der Braunschweiger Gesellschaft. Er verliebte sich und warb um Wilhelmine von Griesheim (1786–1861), Tochter des Generals August Heinrich Ernst von Griesheim und Schwester von Philippine von Griesheim. Er nannte sie „Minette“ und rühmte sie als „Seele des Nordens, wie ich sonst keiner weder in Frankreich noch in Italien begegnet bin“. Sie war allerdings bereits mit einem anderen verlobt.
Zwischen 1810 und 1811 setzte er seine Karriere in Paris fort und wurde für kurze Zeit Chef der Verwaltung der kaiserlichen Liegenschaften, vor allem der Schlösser samt ihren Kunstschätzen. 1812 nahm er an Napoleons Russlandfeldzug teil und kam mit der Grande Armée im September bis Moskau. Den anschließenden, äußerst verlustreichen Rückzug überstand er unbeschadet. 1813 war er für kurze Zeit kaiserlicher Intendant in Schlesien.
Danach erlitt er einen weiteren Syphilis-Anfall und nahm in den Jahren 1813 und 1814 einen längeren Urlaub, den er zum Teil in Italien verbrachte, vor allem in Mailand, der Stadt, die er als jugendlicher Offizier lieben gelernt hatte. Den Zusammenbruch des napoleonischen Kaiserreichs erlebte er im heimatlichen Grenoble. Ob tatsächlich sein Adelsbrief fertig zur Unterschrift auf Napoleons Schreibtisch lag, als jener 1814 besiegt wurde und abdankte, ist ungewiss. Immerhin schmückte er später sein meistgebrauchtes und bekanntestes Pseudonym „Stendhal“ – wie so manch anderer Literat jener Zeit – mit einem adeligen „de“.

### Mailand
Wie so viele hohe napoleonische Beamte fand auch Stendhal 1814 keinen Platz in der naturgemäß stark verkleinerten Beamtenschaft des „Restaurationsregimes“ unter König Ludwig XVIII. und wurde daraufhin Napoleon-Nostalgiker und Liberaler, d. h. Oppositioneller. Er ging erneut nach Mailand und wurde hier endgültig zum Literaten mit Biographien, kunsthistorischen Werken und Reisebüchern, die er zunächst unter wechselnden Pseudonymen und schließlich unter dem dauerhaften Namen „M[onsieur]. de Stendhal“ publizierte. So erschienen 1815 die Lettres écrites de Vienne en Autriche sur le célèbre compositeur Joseph Haydn, suivies d’une vie de Mozart et de considérations sur Métastase, et l’état présent de la musique en Italie (1817 neu aufgelegt als Vies de Haydn, Mozart et Métastase). 1817 kam neben der Histoire de la peinture en Italie auch seine Promenades dans Rome, Naples et Florence en 1817 heraus; wegen der Schilderung einer Reizüberflutung in Florenz wurde das Stendhal-Syndrom 1979 nach ihm benannt.
Eine Vie de Napoléon, an der er zwischen 1817 und 1818 arbeitete, blieb Fragment und wurde erst postum 1929 gedruckt.

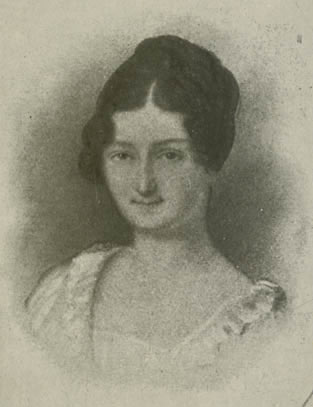
Matilde Dembowski

### Matilde
Im März 1818 begegnete Stendhal in Mailand mit Matilde (Métilde) Viscontini Dembowski (1790–1825) der großen, leidenschaftlichen und doch letztlich unerfüllten Liebe seines Lebens. Matilde, eine geborene Visconti, stammte aus einer lombardischen Bankiersfamilie und war mit dem ehemals in napoleonischen, nun in österreichischen Diensten stehenden polnisch-italienischen General Jan Dembowski (1773–1823) verheiratet. Die Liebesbeziehung zu dieser selbstbewussten und unabhängigen, seit 1814 von ihrem Ehemann getrennt lebenden Frau absorbierte ihn bis 1824 und „war die große Tragik, die ihn aber für den Rest seines Lebens befruchten, aus dem Kompilator […] endgültig den Romancier Stendhal machen sollte“.
Unmittelbar war Matilde für Stendhal, der von ihren Reizen hingerissen war, ein Inspirationsquell zu dem essayistischen Werk De l’amour (erschienen 1822). Sie war zugleich das literarische Vorbild für weitere Frauenfiguren Stendhals, so für Mathilde de la Mole in Le Rouge et le Noir, die sicher nicht zufällig den Vornamen der Geliebten trug, oder Bathilde de Chasteller in seinem unvollendeten Roman Lucien Leuwen.
1819 erfuhr Stendhal nach dem Tod seines vermeintlich wohlhabenden Vaters, dass dieser nur ein kleines Vermögen hinterlassen hatte, was ihn fortan zur unterhaltssichernden journalistischen Arbeit zwang, zumal auch seinem Essay De l’amour kein kommerzieller Erfolg beschieden war.

### Paris
1821 wurde Stendhal wegen seiner Kontakte mit oppositionellen Intellektuellen wie Silvio Pellico oder Alessandro Manzoni von der österreichischen Obrigkeit in Mailand als Verschwörer verdächtigt. Er verließ die geliebte Stadt (in die er nicht wieder zurückkehren sollte) und verlebte einige unstete Jahre in Paris, London und wieder Italien, bis er sich 1824 in Paris niederließ. Dort hielt er sich als Journalist, unter anderem mit Kunst- und Musikkritiken, über Wasser. Daneben bewegte er sich in den Kreisen der sogenannten „Ideologen“ um ihren Vordenker Destutt de Tracy, aber auch der Romantiker, an deren Kampf gegen den noch vorherrschenden Klassizismus er mit der Streitschrift Racine et Shakespeare (1823) teilnahm. Ebenfalls 1823 erschien seine Biografie Vie de Rossini. 1825 mischte er sich mit der Schrift Nouveau complot contre les industriels auf Seiten der oppositionellen Saint-Simoniens in politische Diskussionen ein.
Ab 1826 erschienen in The London Magazin unter dem Titel Sketches of Parisian Society, Politics and Literatur insgesamt 29 gut honorierte Aufsätze von ihm, in denen er über französische Politik und die Pariser Gesellschaft berichtete. 1827 publizierte Stendhal seinen ersten Roman, Armance, die zarte, um 1820 in Paris spielende Liebesgeschichte der armen jungen Adeligen Armance und des reicheren, offenbar impotenten Octave, der sich nach ihrer Heirat auf einem Schiff in Richtung Griechenland das Leben nimmt.
Seinem novellistischen Debüt ließ Stendhal ein neues Reisebuch folgen (Promenades dans Rome, 1829) und versuchte sich, wie sein jüngerer Freund Prosper Mérimée und andere Autoren, in der neuen Modegattung der Novelle, mit Vanina Vanini (1829), Le Coffre et le revenant und Le Philtre (beide 1830). Im Oktober 1829 hatte er, während einer Reise, in Marseille die Idee zu einem Roman, den er sofort begann und der sein Meisterwerk werden sollte: Le Rouge et le Noir.
Nach der Julirevolution von 1830 schöpfte er wieder Hoffnung auf einen höheren Posten im Staatsdienst, z. B. als Präfekt. Allerdings erhielt er nur den eines Konsuls im damals österreichischen Triest, wo man ihn jedoch bei seiner Ankunft Ende des Jahres als einstigen Verschwörer einstufte und ihm die Zulassung verweigerte. 1831 wurde er schließlich nur Konsul in der kleinen Hafenstadt Civitavecchia im Kirchenstaat. Sein häufigster Aufenthaltsort war jedoch das wenige Wegstunden von Civitavecchia entfernte Rom.

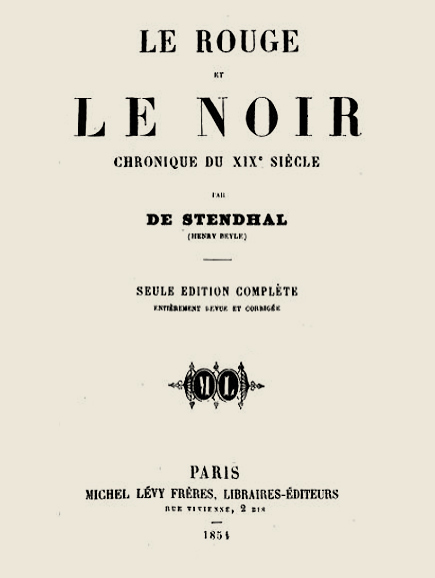
Le Rouge et le Noir, Titelblatt von 1854

Ende 1830, einige Monate nach der Julirevolution und durch sie eigentlich obsolet geworden, kam Le Rouge et Le Noir (Rot und Schwarz) heraus. Es ist die tragische Geschichte eines tüchtigen und ehrgeizigen Handwerkersohns. Im von reaktionären Adeligen, intriganten Geistlichen und opportunistischen Bourgeois beherrschten Restaurationsregime gelingt es dem jungen Provinzler Julien Sorel letztlich trotz seiner Begabungen, Verdienste und einiger beachtlicher Teilerfolge nicht, General oder Bischof zu werden. (Gemäß einer verbreiteten Deutung stehen die beiden Farben des seinerzeit als ebenso rätselhaft wie prätentiös angesehenen Romantitels für die militärische und die klerikale Laufbahn.) Er bringt es nur zum Geliebten einer älteren Frau und danach zum Verlobten einer jüngeren Adeligen. Schließlich erleidet er einen heroisch akzeptierten Tod auf dem Schafott.
Nach einigen weiteren Erzählungen verfasste Stendhal 1832 die autobiografischen Souvenirs d’égotisme (erst postum publiziert). Er begann 1834 den Roman Lucien Leuwen, der, obwohl weit fortgeschritten, unvollendet blieb. Dieser erzählt die Geschichte eines Pariser Bankierssohns, der gewissermaßen die Julien Sorel nicht mögliche Offizierskarriere verwirklichen sollte, unter der Hand jedoch ganz unzeitgemäße Sympathien für den nach 1830 entmachteten Adel entwickelt, sich in eine adelige junge Witwe verliebt, sie aber verlässt, als er sich betrogen glaubt, und danach in Paris als Adlatus eines Ministers die Politik von ihrer schmutzigen Seite kennenlernt, worauf er seinem Autor quasi entgleitet.

### Auf Reisen

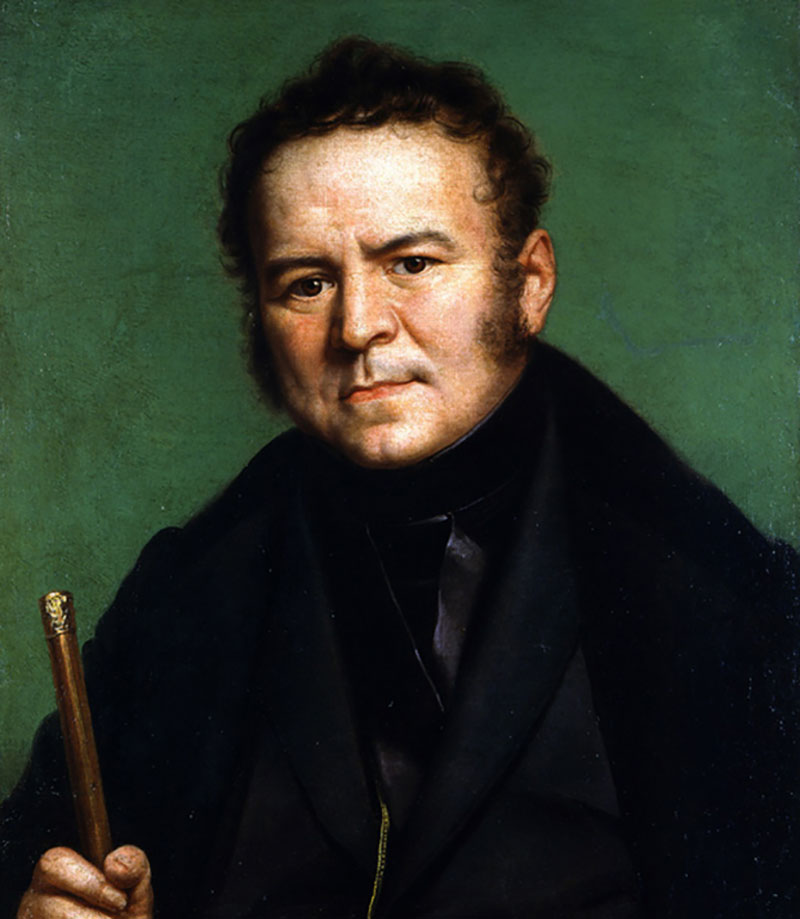
Porträt von Louis Ducis, 1835

Hierauf nahm Stendhal erneut sich selbst ins Visier und schrieb 1835 und 1836 an einer wiederum unvollendet gebliebenen Geschichte seiner Jugend (Vie de Henry Brulard). Eine insgesamt dreijährige Beurlaubung nutzte er zu Reisen, aber auch zu ausgiebigen Aufenthalten in Paris. Dort wurde er 1835 zum Ritter der Ehrenlegion ernannt. Im selben Zeitraum verfasste er eine Serie von historischen Novellen, deren Handlung er in die italienische Renaissance verlegte, als seiner Meinung nach die Menschen noch Leidenschaft und Energie besaßen (Chroniques italiennes, 1837–1839).
Im November und Dezember 1838 diktierte er in nur 53 Tagen in Civitavecchia den Roman La Chartreuse de Parme, die spannende Geschichte des jungen lombardischen Adeligen Fabrice del Dongo, der dem Napoleon der hundert Tage zur Hilfe zu eilen versucht. Nach diesem kapitalen Fehler bringt er es im reaktionären Oberitalien der Restauration lediglich zu einer Karriere innerhalb der Kirche, und auch das nur dank der Intrigen seiner schönen und energischen jungen Tante. Er wird schließlich Bischof und zugleich der Geliebte der schönen Generalstochter Clélia Conti. Der Roman endet – wie schon die beiden Bücher von Le Rouge et le Noir – mit der später berühmt gewordenen englischen Widmung „To the happy few“. Er wurde von Balzac begeistert in der Revue parisienne besprochen (1840) und war der einzige Bucherfolg Stendhals zu seinen Lebzeiten.
Ende 1839 arbeitete Stendhal an einem neuen Roman, Lamiel, der ebenfalls Fragment blieb. Nach einem ersten Schlaganfall im März 1841 starb er bei der darauffolgenden Beurlaubung durch einen zweiten ein Jahr später in Paris.

## Werke

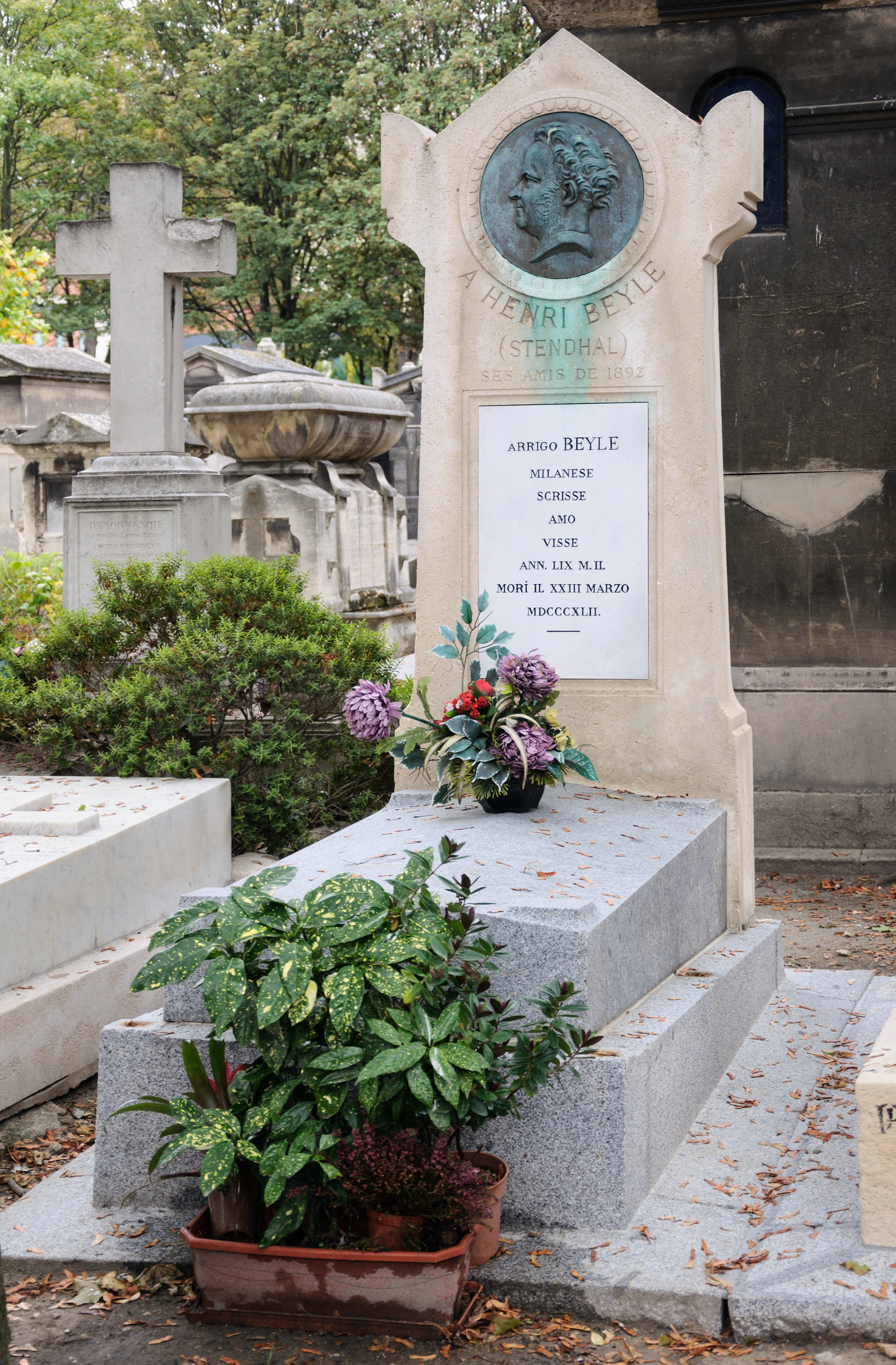
Grabstein auf dem Friedhof von Montmartre mit dem italienischen Grabspruch SCRISSE / AMÒ / VISSE
(„Er schrieb, liebte, lebte“)

Zu Lebzeiten veröffentlichte Werke
- Histoire de la Peinture en Italie. Paris 1817
- Rome, Naples et Florence. Angoulême 1817, dt. Reise in Italien – Internet Archive
- De l’Amour. Paris 1822; dt. Von der Liebe.
- Racine et Shakespeare. Paris 1823.
- Vie de Rossini. Paris 1823.
- Racine et Shakespeare. II. Paris 1825.
- D’un nouveau complot contre les industriels. Paris 1825.
- Armance. Quelques scènes d’un salon de Paris en 1827. Paris 1827.
- Promenades dans Rome. Paris 1829; dt. Wanderungen in Rom – Internet Archive
- Le Rouge et le Noir. Paris 1830; dt. Rot und Schwarz.
- Mémoires d’un touriste. Paris 1838
- La Chartreuse de Parme. Paris 1839; dt. Die Kartause von Parma; verfilmt in der italienischen Fernsehserie La Certosa di Parma, 1982.
- Chroniques Italiennes. L’Abbesse de Castro (plus Vittoria Accoramboni et Les Cenci). Paris 1839; dt. Die Äbtissin von Castro. – KOLIMO[8] / Universität Göttingen
- Idées italiennes sur quelques tableaux célèbres. Paris 1840.

Posthum erschienene Werke
- Correspondance. Zwei Bände. 1855.
- Journal. 1801–1823.
- Filosofia nova.
- Théâtre.
- Molière, Shakespeare, la Comédie et le Rire.
- Écoles italiennes de peinture.
- Pages d’Italie.
- Mélanges de politique et d’histoire.
- Courrier anglais.
- Mélanges d’art. 1867
- Romans et nouvelles.
- Lucien Leuwen. 1894
- Vie de Henri Brulard. Autobiographie. 1890.
- Voyage dans le Midi de la France.
- Lamiel. Unvollendeter Roman
- Mélanges intimes et Marginalia.
- Le Rose et le Vert. 1937.

Fragmente
- Vie de Napoléon. 1875; dt. Denkwürdigkeiten über das Leben Napoleons des Ersten. Ins Deutsche übertragen und hrsg. von Georg Hecht. Albert Langen, München 1914. (Digitalisat)
- Chroniques italiennes. Bestehend aus L’Abesse de Castro, Les Cenci, Vittoria Accoramboni, Vanina Vanini und La Duchesse de Palliano; teilweise auch separat erschienen. 1885.
- Nouvelles indites. 1855.
- Lettres intimes. 1892.
- Souvenirs d’égotisme. 1892; dt. Erinnerungen eines Egotisten.

Werkausgaben
- Œuvres complètes. Éd. de Victor Del Litto. Genf, ISBN 2-05-100729-2.
- Œuvres romanesques complètes. Édition établie par Yves Ansel et Philippe Berthier. Bibliothèque de la Pléiade. Gallimard, Paris 2005–2014.

Neuübersetzungen
- Rot und Schwarz. Chronik aus dem 19. Jahrhundert. Herausgegeben und übersetzt von Elisabeth Edl. Hanser, München 2004.
- Die Kartause von Parma. Herausgegeben und übersetzt von Elisabeth Edl. Hanser, München 2007.

## Film
- Die Jagd nach dem Glück, Hommage à Stendhal, mit Hartmut Reck, Ein Film von Vera Botterbusch, 45 Min. SR 1982